# Heilig Hartbeeld (Gemert, Prins Bernhardlaan)
Het Heilig Hartbeeld is een standbeeld aan de Prins Bernhardlaan in de Nederlandse plaats Gemert, in de provincie Noord-Brabant.

## Achtergrond
Lambert Poell (1872-1937) werd in 1915 pastoor van de Sint-Jans Onthoofdingkerk in Gemert. Twee jaar later nam hij het initiatief om te komen tot de oprichting van een Heilig Hartbeeld. Het geld werd bijeengebracht door de parochianen. Het beeld, gemaakt door beeldhouwer Jan Custers, werd in juni 1918 onthuld. 
Het beeld stond aanvankelijk bij de kerk, in verband met uitbreiding van parkeerruimte in de jaren zestig werd het beeld verplaatst naar de huidige locatie.
In 1930 werd bij de pastorie aan de Kerkstraat een Heilig Hartbeeld van Wim Harzing onthuld.

## Beschrijving
Het beeld toont een Christusfiguur in gedrapeerd gewaard, blootsvoets staande op een halve bol. Op zijn borst is het vlammende Heilig Hart zichtbaar, omwonden met een doornenkroon. Hij houdt zijn beide armen langs het lichaam naar beneden en toont in de palmen de stigmata.
Op de oorspronkelijke locatie bij de kerk droeg het beeld een kroon en stond het op een gebeeldhouwd voetstuk. Tegenwoordig staat het op een eenvoudige, lage sokkel van baksteen.

## Waardering
Het beeld is een gemeentelijk monument. 